# Brass Eye
Brass Eye var en britisk komedieserie, der parodierede stilen i midt-1990'ernes nyhedsudsendelser, herunder deres vægt på aktualitet. En sæson bestående af seks afsnit blev sendt på Channel 4 i 1997, og et yderligere afsnit blev sendt i 2001. Serien blev skabt og præsenteret Chris Morris, skrevet af Morris, David Quantick, Peter Baynham, Jane Bussmann, Arthur Mathews, Graham Linehan and Charlie Brooker og instrueret af Michael Cumming.